# Tygodnik Powszechny (1877–1885)
Tygodnik Powszechny – czasopismo wydawane w Warszawie w latach 1877–1885 przez Maurycego Orgelbranda, który był również jego redaktorem.
Na jego łamach publikowali m.in.: Michał Bałucki, Maria Konopnicka, Adam Pług, Wincenty Rapacki.